# گردان اسلام
تبپ اسلام (به عربی: لوا الاسلام) یکی از گروه‌های سلفی تندر درگیر در جنگ داخلی سوریه است که در دولا در ریف دمشق مشغول نبرد می‌باشد.کمیته شریعت این گروه در بیانیه‌ای علوی‌گری را از نظر مذهبی غیر مشروع عنوان کرد و خواستار پاکسازی سوریه از آنان شد.همچنین گفت که همه گروه‌های شورشی سوریه جدای از فرقه مربوطه‌شان باید با نیرو‌های رژیم سوریه بجنگند.